# Barcus
Barcus település Franciaországban, Pyrénées-Atlantiques megyében. Lakosainak száma 645 fő (2022. január 1.). Barcus Roquiague, Aramits, Aren, Chéraute, Esquiule, Géronce, Geüs-d’Oloron, L’Hôpital-Saint-Blaise, Lanne-en-Barétous, Montory, Préchacq-Josbaig, Saint-Goin, Sauguis-Saint-Étienne, Tardets-Sorholus és Trois-Villes községekkel határos.

## Népesség
A település népességének változása:
| Lakosok száma | 734  | 673  | 654  | 656  | 642  | 636  | 641  | 640  | 635  | 645  |
|               | 2010 | 2013 | 2015 | 2016 | 2017 | 2018 | 2019 | 2020 | 2021 | 2022 |